# John Martyn (Botaniker)

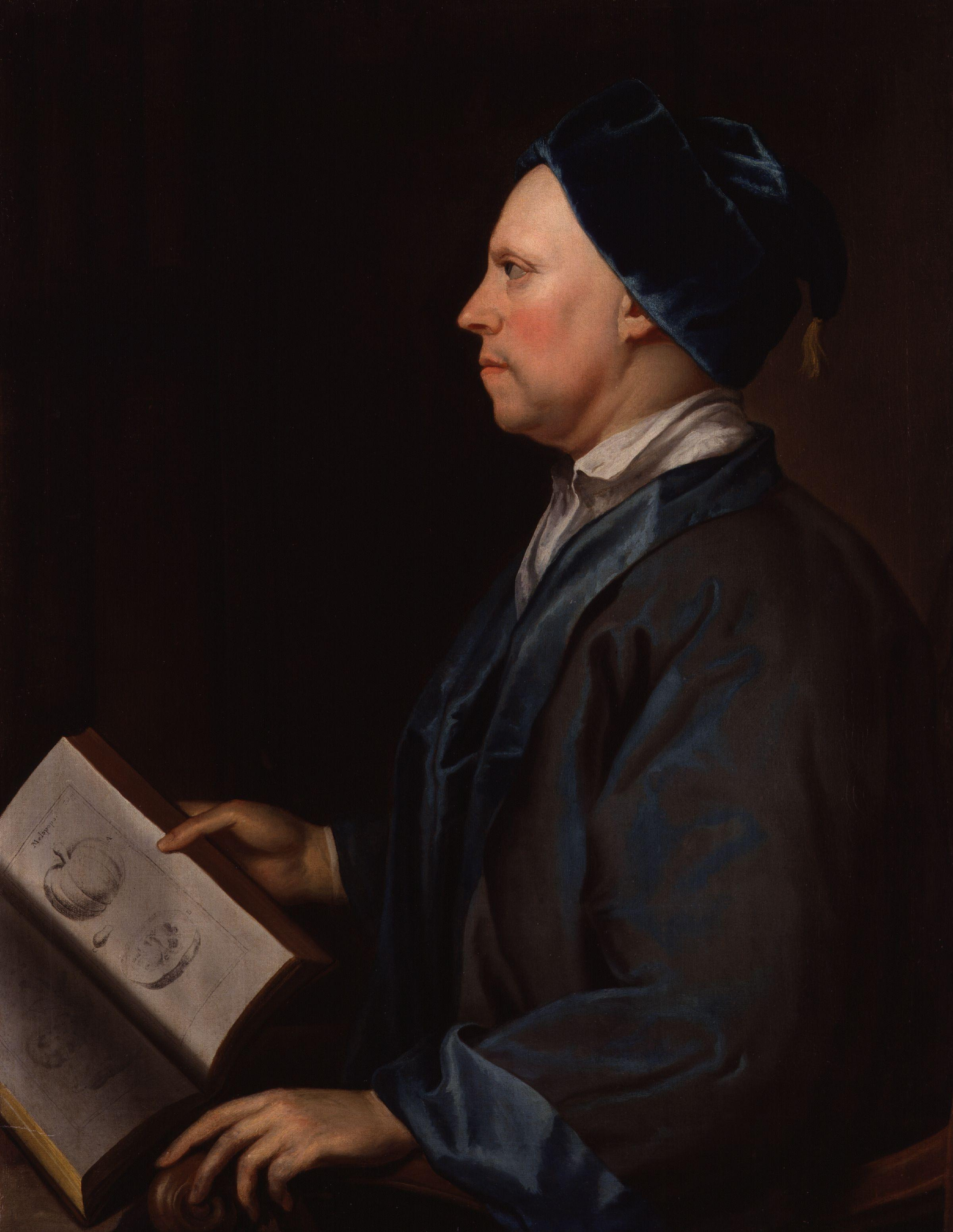
John Martyn

John Martyn (* 12. September 1699 in London; † 29. Januar 1768 in Chelsea) war ein englischer Botaniker. Sein offizielles botanisches Autorenkürzel lautet „J.Martyn“.

## Leben und Wirken
John Martyn ist der Sohn des Hamburger Händlers Thomas Martyn und dessen Frau Katharine Weedon. Er wurde am 12. September 1699 in der Londoner Queen Street geboren, besuchte eine Privatschule in der Nachbarschaft und arbeitete mit 16 Jahren im Abrechnungsbüro seines Vaters. Im Sommer 1718 erweckte der Apotheker Wilmer, der später Demonstrator im Chelsea Physic Garden wurde, sein Interesse für Botanik, das durch Patrick Blair und William Sherard weiter gefördert wurde. Um 1721 machte er die Bekanntschaft von Johann Jacob Dillen. Gemeinsam mit ihm, Philip Miller, Thomas Dale und anderen gründete er eine botanische Gesellschaft, die sich anfangs jeden Samstagmorgen im Rainbow Coffee House in der Watling Street traf und die fünf Jahre bestand. Martyn war Sekretär dieser Gesellschaft und hielt für sie Vorlesungen über technische Begriffe in den Naturwissenschaften. 1725 und 1726 hielt er öffentliche botanische Vorlesungen in London. In dieser Zeit stellte er auch ein Tafelwerk mit Medizinpflanzen zusammen, die er nach der Systematik von John Ray anordnete und das unter dem Titel Tabulae synopticae erschien.
Am 30. März 1727 wurde er nach einem Vorschlag von John Diodate (1690–1727) zum Mitglied der Royal Society gewählt. Im gleichen Jahr hielt er die ersten jemals an der Universität Cambridge abgehaltenen botanischen Vorlesungen. Für seine Studenten erstellte er eine gekürzte Fassung von Rays ursprünglich alphabetisch geordnetem Katalog der Cambridger Pflanzen und wandte dafür erneut dessen Pflanzensystematik an. Von 1727 bis 1730 lebte er in Great St Helen’s (Bishopsgate, London).
1728 wurde die erste Teil von Historia Plantarum Rariorum publiziert. Das Werk enthielt Abbildungen einiger neu eingeführter, und im Chelsea Physic Garden kultivierter, Pflanzen. Viele der aus Nordamerika und Westindien stammenden Pflanzen wurden von William Houstoun gesammelt und nach England geschickt. Sie wurden von Jacob van Huysum (1680–1740), dem älteren Bruder des niederländischen Malers Jan van Huysum, gezeichnet und von Edward Kirkall (1692–1750) graviert. Die Tafeln wurden mit einer farbigen Mezzotinto-Technik gedruckt und anschließend mit Wasserfarben nachkoloriert. Das Werk gehört zu den ersten botanischen Werken, bei dem der Farbdruck zum Einsatz kam. Nach den bis 1737 erschienen vier weiteren Teilen hatte das Werk einen Umfang von 50 Tafeln. 1732 übersetzte Martyn Joseph Pitton de Tourneforts Histoire des plantes aus dem Französischen ins Englische.
Am 26. Mai 1730 wurde Martyn am Emmanuel College Cambridge für das Medizinstudium zugelassen, gab das Studium aber nach fünf Semestern wieder auf.Gemeinsam mit Alexander Russel gab er von 1730 bis 1737 das satirische Grub Street Journal heraus und schrieb eigene Beiträge dafür.
John Martyn heiratete am 20. August 1732 Eulalia King (1703–1749), die jüngste Tochter von John King, der Rektor von Chelsea und Pfründner von York war. Mit ihr hatte er drei Söhne und fünf Töchter. Einer seiner Söhne ist der Botaniker Thomas Martyn.
Nach dem Tod von Richard Bradley wurde er am 8. Februar 1733 zu dessen Nachfolger und damit zum Professor für Botanik an der Universität Cambridge gewählt. Diesen Posten bekleidete er bis 1762, hielt aber nur zwei oder drei Jahre lang Vorlesungen. Von den seine Verpflichtungen befreit wandte er sich der Herausgabe und Übersetzung der Werke Vergils zu. 1741 erschien seine, mit Anmerkungen versehene, englische Übersetzung von Vergils Georgica, bei der ihn Edmond Halley beim astronomischen Teil unterstützte. 1749 folgte die Übersetzung der Bucolica.
1749 starb seine Frau Eulalia. Im Juli 1750 heiratete er Mary-Anne Fonnereau, die Tochter eines Londoner Kaufmanns, die ihm einen weiteren Sohn gebar. 1752 zog die Familie auf eine Farm in Hill House (Streatham Common, Surrey). Von seinem Posten als Botanikprofessor in Cambridge zog er sich, seinem Sohn Thomas zuliebe, der ihm in diesem Amt folgte, am 30. Januar 1761 zurück. John Martyn starb am 29. Januar 1768 in Chelsea.

## Ehrungen
William Houstoun benannte ihm zu Ehren die Gattung Martynia der Pflanzenfamilie der Gemsenhorngewächse (Martyniaceae). Carl von Linné übernahm später diesen Namen.

## Schriften (Auswahl)
- Tabulae synopticae plantarum officinalium ad methodum Raianam dispositae. 1726.
- Methodus Plantarum circa Cantabrigiam nascentium. London 1727 (Digitalisat).
- Historia Plantarum Rariorum. Richard Reily, London 1728–1737 (Digitalisat)
- Tournefort’s History of Plants Growing about Paris, With their Uses in Physick; and A Mechanical Account of the Operation of Medecines. Translated into English, with many Additions. And accommodated to the Plants growing in Great-Britain. 2 Bände, London 1732.
- Pub. Virgilii Maronis Georgicorum libri quatuor. The Georgicks of Virgil, with an English translation and notes. 1741.
- Pub. Virgilii Maronis Bucolicorum Eclogae decem. The Bucolicks of Virgil with an English translation and notes. 1749.
- Dissertations and Critical Remarks Upon the Aeneids of Virgil. Containing, Among Other Interesting Particulars, a Full Vindication of the Poet from the Charge of an Anachronism with Regard to the Foundation of Carthage. L. Davis, London 1770 (Digitalisat) – posthum herausgegeben von Thomas Martyn.